# Liste der Kulturdenkmäler in Königsbach an der Weinstraße
In der Liste der Kulturdenkmäler in Königsbach an der Weinstraße sind alle Kulturdenkmäler des Stadtteils Königsbach an der Weinstraße der rheinland-pfälzischen Stadt Neustadt an der Weinstraße aufgeführt. Grundlage ist die Denkmalliste des Landes Rheinland-Pfalz (Stand: 14. Januar 2025).

## Einzeldenkmäler
| Bezeichnung                                | Lage                                                                                | Baujahr                              | Beschreibung | Bild                           |
| ------------------------------------------ | ----------------------------------------------------------------------------------- | ------------------------------------ | --- | ------------------------------ |
| Schul- und Gemeindehaus                    | Deidesheimer Straße 7 Lage                                                          | 1893                                 | ehemaliges Schul- und Gemeindehaus; spätgründerzeitlicher zweiflügeliger Sandsteinquaderbau, Neurenaissance, 1893, kleines Nebengebäude; ortsbildprägend | Fotos hochladen                |
| Winzergenossenschaft                       | Deidesheimer Straße 12 Lage                                                         | 1902/03                              | Winzergenossenschaft, 1902/03; Krüppelwalmdachbau, bezeichnet 1903, eingeschossiger Saalbau auf unregelmäßigem Grundriss mit Pavillon, Ausstattung | Fotos hochladen                |
| Wegekreuz                                  | Deidesheimer Straße, vor Nr. 19 Lage                                                | 1815                                 | Wegekreuz, bezeichnet 1815 | weitere Bilder Fotos hochladen |
| Wegekreuz                                  | Erika-Köth-Straße, zwischen Nr. 63 und 65 Lage                                      | 1845                                 | reliefiertes Wegekreuz, bezeichnet 1845 | weitere Bilder Fotos hochladen |
| Spolie                                     | Erlenbergstraße, an Nr. 18 Lage                                                     | 1709                                 | barocker Reliefstein, bezeichnet 1709 | Fotos hochladen                |
| Wohnhaus                                   | Erlenbergstraße 27 Lage                                                             | 17. Jahrhundert                      | barockes Fachwerkhaus, teilweise massiv, wohl aus dem 17. Jahrhundert | Fotos hochladen                |
| Hofanlage                                  | Franz-Kugler-Straße 1 Lage                                                          | 1856                                 | Dreiseithof; spätklassizistisches Wohnhaus mit Drempel, bezeichnet 1856, eingeschossiger Kellerflügel bezeichnet 1878 | Fotos hochladen                |
| Portal                                     | Franz-Kugler-Straße, an Nr. 17 Lage                                                 | 1595                                 | Renaissanceportal, bezeichnet 1595 | Fotos hochladen                |
| Wohnhaus                                   | Franz-Kugler-Straße 19 Lage                                                         | 18. Jahrhundert                      | barocker Krüppelwalmdachbau mit Balusterbalkon, 18. Jahrhundert | Fotos hochladen                |
| Bischofsschlößchen                         | Franz-Kugler-Straße 23 Lage                                                         | 1759                                 | ehemaliges Herrenhaus des Weihbischofs Johann Adam Buckel; Walmdachbau mit Freitreppe, bezeichnet 1759, Treppenturm mit Wetterfahne bezeichnet 1759 | weitere Bilder Fotos hochladen |
| Wohnhaus                                   | Hirschhornring 7 Lage                                                               | 18. Jahrhundert                      | barocker eingeschossiger Krüppelwalmdachbau, teilweise Fachwerk, 18. Jahrhundert, im Kern eventuell älter | BW                             |
| Hofanlage                                  | Hirschhornring 12 Lage                                                              | 18. Jahrhundert                      | barocker Winkelhof; überformtes Fachwerkhaus mit Säulengang, Hoftorbogen bezeichnet 1811, Scheune bezeichnet 1742 | Fotos hochladen                |
| Hofanlage                                  | Hirschhornring 14 Lage                                                              | 1761                                 | spätbarocke Hofanlage; eingeschossiger Krüppelwalmdachbau auf Hochkeller, bezeichnet 1761, Toranlage | Fotos hochladen                |
| Wohnhaus                                   | Hirschhornring 17 Lage                                                              | 1707                                 | Fachwerkhaus (verputzt), bezeichnet 1707, im Kern eventuell älter | BW                             |
| Wohnhaus                                   | Hirschhornring 21 Lage                                                              | 1780                                 | spätbarock überformter eingeschossiger Krüppelwalmdachbau auf Hochkeller, bezeichnet 1780 | Fotos hochladen                |
| Wohnhaus                                   | Hirschhornring 22 Lage                                                              | 1802                                 | stattlicher klassizistischer Krüppelwalmdachbau, bezeichnet 1802, Toranlage bezeichnet 1807, mit Ausstattung; ortsbildprägend | Fotos hochladen                |
| Wohnhaus                                   | Hirschhornring 26 Lage                                                              | 17. Jahrhundert                      | barocker Fachwerkbau (verputzt) auf Hochkeller, wohl aus dem 17. Jahrhundert | Fotos hochladen                |
| Gemeindehaus                               | Hirschhornring 27 Lage                                                              | 16. oder frühen 17. Jahrhundert      | ehemaliges Gemeindehaus; Krüppelwalmdachbau, teilweise Fachwerk, im Kern aus dem 16. oder frühen 17. Jahrhundert; im Hof romanischer Turmrest, 13. Jahrhundert, mit späterem Zugang, bezeichnet 1783 | Fotos hochladen                |
| Portal                                     | Hirschhornring, in Nr. 28 Lage                                                      | 1612                                 | Renaissance-Kellerportal, bezeichnet 1612 | Fotos hochladen                |
| Hirschhornschlößchen                       | Hirschhornring 34 Lage                                                              | 1604                                 | Renaissancebau mit Krüppelwalmdach, bezeichnet 1604, Treppenhausrisalit 19. Jahrhundert, Renaissance-Toranlage, Verbindungsbau und Scheune bezeichnet 1605 | Fotos hochladen                |
| Pfarrgarten                                | Hirschhornring, gegenüber Nr. 34 Lage                                               | frühes 19. Jahrhundert               | ehemaliger Pfarrgarten mit kreuzförmigem Wegesystem des frühen 19. Jahrhunderts, Reste der Renaissance-Toranlage | Fotos hochladen                |
| Pfarrhaus                                  | Hirschhornring 36 Lage                                                              | 1618                                 | ehemaliges Pfarrhaus; Bruchsteinbau mit Fachwerklaubengang, Portal bezeichnet 1618, im Kern wohl älter | Fotos hochladen                |
| Skulptur                                   | Hirschhornring, bei Nr. 41 Lage                                                     | 1807                                 | nachbarocke Maria Immaculata, bezeichnet 1807 | Fotos hochladen                |
| Gesindehaus des Hirschhornschlößchens      | Hirschhornring 43/45 Lage                                                           | ab dem 17. Jahrhundert               | ehemaliges Gesindehaus des Hirschhornschlößchens; Nr. 45 Winkelbau mit Renaissance-Erdgeschoss, im Obergeschoss (umgestaltet im 19. Jahrhundert) Inschriftenstein bezeichnet 1603; Nr. 43 Ausbau bezeichnet 1809; Renaissance-Torbogen; eingeschossiger Wirtschaftstrakt, im Kern frühes 17. Jahrhundert; bauliche Gesamtanlage mit (gegenüber) Hirschhornring 43/45 | weitere Bilder Fotos hochladen |
| Portal                                     | Hirschhornring, gegenüber Nr. 43/45 Lage                                            | 1542                                 | Kielbogenportal, bezeichnet 1542 | weitere Bilder Fotos hochladen |
| Katholische Kirche St. Johannes der Täufer | Hirschhornring 50 Lage                                                              | 1753/54                              | spätbarocker Saalbau mit aufwändiger Giebelfassade, 1753/54, Architekt Hofbaumeister Johann Georg Stahl; spätgotischer Turm, spätes 15. Jahrhundert, 1903 erhöht; Ausstattung | weitere Bilder Fotos hochladen |
| Kreuz und Grabmäler                        | Hirschhornring, bei Nr. 50 Lage                                                     | 18. und 19. Jahrhundert              | spätbarockes Kreuz, bezeichnet 1781; zwei Priestergrabsteine, um 1783 bzw. 1820, Grabkreuz bezeichnet 1720 | Fotos hochladen                |
| Kriegerdenkmal                             | Hirschhornring, bei Nr. 50 Lage                                                     | um 1925                              | Kriegerdenkmal 1914/18; barockisierende reliefierte Schauwand, um 1925 | Fotos hochladen                |
| Wohnhaus                                   | Stabenbergstraße 1 Lage                                                             | 1744                                 | im Kern barockes Wohnhaus mit erneuerten Fachwerkteilen, bezeichnet 1744, hofseitig Torbogen | BW                             |
| Hofanlage                                  | Stabenbergstraße 12 Lage                                                            | drittes Viertel des 18. Jahrhunderts | spätbarocke Hofanlage, drittes Viertel des 18. Jahrhunderts; eingeschossiger abgewalmter Mansarddachbau, Ausstattung, Torbogen, zwei Höfe | weitere Bilder Fotos hochladen |
| Wegekreuz                                  | Am Harlenweg östlich des Ortes, an der Kreuzung zum Heidböhlweg; Flur Heidböhl Lage | 1879                                 | Wegekreuz; bezeichnet 1879, Metallkorpus | weitere Bilder Fotos hochladen |
| Stabenbergwarte                            | nordwestlich des Ortes auf dem Stabenberg Lage                                      | 1904                                 | ehemaliger Aussichtsturm; Bossenquaderunterbau mit Zugang über Konsolen, bezeichnet 1904, Architekt Otto Volker | Fotos hochladen                |
| Kreuzwegstationen                          | nördlich des Ortes am Weg zur Klausenkapelle Lage                                   | 1817                                 | Kreuzwegstationen; acht Giebelhäuschen mit neugotischen Figurengruppen, 1817, auf dem Weg zur katholischen Wallfahrtskapelle Hl. Vierzehn Nothelfer; die restlichen sechs Stationen auf Ruppertsberger Gemarkung | weitere Bilder Fotos hochladen |
| Loogfelsen und Grenzsteine                 | nordwestlich des Ortes im Wald unweit des Stabenbergs Lage                          | 17. bis 19. Jahrhundert              | vier Standorte: - Felsen Nr. 9 bezeichnet 1752/1776 - Felsen Nr. 10 bezeichnet 1752/1776 - Stele bezeichnet 1826, Steinplatte bezeichnet 1694 - Steinplatte bezeichnet 1694 | weitere Bilder Fotos hochladen |
| Ölbergkapelle                              | im Wingert nördlich der Blütenstraße, nordöstlich des Ortes; Flur Aliment Lage      | 1879                                 | Bossenquaderbau, 1879, Kalksteinfiguren von Josef Wilhelm Renn, Speyer, 1902 | Fotos hochladen                |